# Edward Jennings
Edward Francis „Ed” Jennings (ur. 9 kwietnia 1898 w Filadelfii, zm. 9 lutego 1975 w San Diego) – amerykański wioślarz (sternik), dwukrotny medalista olimpijski.
Wystąpił na igrzyskach olimpijskich w Paryżu w 1924, gdzie reprezentanci USA w składzie: Leon Butler, Harold Wilson i Edward Jennings zdobyli brązowy medal w dwójkach ze sternikiem. Brał też udział w igrzyskach olimpijskich w Los Angeles osiem lat później, gdzie w tej samej konkurencji Charles Kieffer, Joseph Schauers i Edward Jennings wywalczyli złoty medal. W wyścigu finałowym o 5,4 sekundy wyprzedzili Polaków Janusza Ślązaka, Jerzego Brauna i Jerzego Skolimowskiego. Na tej samej imprezie został zgłoszony do startu w czwórkach ze sternikiem, jednak ostatecznie nie wystąpił. 